# BASIC Stamp

Diagram of a BASIC Stamp 2

BASIC Stamp é um microcontrolador interpretado pela linguagem BASIC (PBASIC) embarcado em sua ROM. Criado pela empresa Parallax foi bastante utilizado por hobistas na década de 90 pela sua baixa curva de aprendizagem e simplicidade na aprendizagem, além de ter boa documentação.
- Microcontrolador possui uma CPU com ROM, interpretador BASIC e diversos periféricos
- Memória (i²C EEPROM)
- Cristal
- Um regulador de tensão
- Portas I/O

## Programação
A forma de programação é feito em BASIC também chamado de PBASIC. Ele incorpora algumas funções de microcontrolador como PWM, comunicação serial, I²C e comunicação 1-Wire para ligar em LCD, servos motores, leitura analógica e digital.

## Versões
1. (1992) BASIC Stamp 1 (BS1)

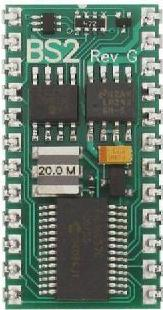
The BASIC Stamp 2

2. (1995) BASIC Stamp 2 (BS2), com seis variações:
  1. BS2e
  2. BS2sx
  3. BS2p24
  4. BS2p40
  5. BS2pe
  6. BS2px
3. (2002) Javelin Stamp[4][5]
4. (2006) Propeller\Spin Stamp

O Javelin Stamp é um módulo criado pela Sun Microsystems usando a linguagem Java.